# Eudalio Arriaga
Eudalio Ulises Arriaga Blandón (Barranquilla, 19 settembre 1975) è un ex calciatore colombiano.